# FIFA World Cup Qatar 2022 Official Soundtrack
FIFA World Cup Qatar 2022 Official Soundtrack là một album tổng hợp các ca khúc của rất nhiều những nghệ sĩ khác nhau, được phát hành vào năm 2022. Album này là album âm nhạc chính thức của Giải vô địch bóng đá thế giới 2022 tổ chức tại Qatar.

## Lịch sử
Lần đầu tiên trong lịch sử, một album tổng hợp các ca khúc của Giải vô địch bóng đá thế giới được phát hành, thay vì một bài hát chính thức. Bài hát đầu tiên của album là bài hát "Hayya Hayya (Better Together)", biểu diễn bởi Trinidad Cardona, Davido và AISHA, phát hành vào ngày 1 tháng 4 năm 2022, cùng với video ca nhạc. Bài hát thứ 2 là "Arhbo", được biểu diễn bởi Gims và Ozuna, phát hành ngày 19 tháng 8 năm 2022, cùng với video âm nhạc.
Bài thứ 3 là "The World Is Yours to Take", thể hiện bởi rapper người Mỹ Lil Baby, hợp tác với Budweiser, ra mắt vào ngày 23 tháng 9 năm 2022, cùng với video âm nhạc. Bài thứ 4 là "Light The Sky", thể hiện bởi Nora Fatehi, Manal, Rahma Riad và Balqees, soạn nhạc bởi RedOne và phát hành vào ngày  tháng 10 năm 2022, cùng với video âm nhạc chính thức.
Bài hát thứ 5, "Tukoh Taka", được thể hiện bởi Nicki Minaj, Maluma và Myriam Fares, được phát hành vào ngày 17 tháng 11 năm 2022, cùng với video âm nhạc, đóng vai trò là bài hát chính thức của FIFA Fan Festival. Bài hát cuối cùng là "Dreamers" do Jungkook, thành viên của nhóm nhạc BTS, thể hiện và phát hành vào ngày 20 tháng 11 năm 2022. Bài hát này được hợp tác với Fahad Al-Kubaisi thể hiện trong lễ khai mạc của giải đấu.

## Các bài hát
| STT | Nhan đề                                                       | Sáng tác                    | Người thể hiện                            | Thời lượng |
| --- | ------------------------------------------------------------- | --------------------------- | ----------------------------------------- | ---------- |
| 1.  | "The Official FIFA World Cup Qatar 2022 Theme"                | Zachary Aaron Golden        |                                           | 1:52       |
| 2.  | "Tukoh Taka"                                                  | Wassim Slaiby               | Nicki Minaj, Maluma và Myriam Fares       | 2:59       |
| 3.  | "Hayya Hayya (Better Together)"                               | RedOne                      | Trinidad Cardona, Davido và AISHA         | 3:27       |
| 4.  | "Arhbo"                                                       | RedOne                      | Ozuna và GIMS                             | 3:40       |
| 5.  | "Light the Sky"                                               | RedOne                      | Rahma, Balqees, Nora, Manal               | 4:19       |
| 6.  | "Dreamers"                                                    | RedOne                      | Jungkook                                  | 3:22       |
| 7.  | "Hayya Hayya (Better Together)" (phiên bản tiếng Tây Ban Nha) | RedOne                      | Trinidad Cardona, Davido và AISHA         | 3:27       |
| 8.  | "Arhbo" (phiên bản tiếng Ả Rập)                               | RedOne                      | Ayed, Nasser Al Kubaisi và Haneen Hussain | 3:23       |
| 9.  | "Dreamers" (phiên bản tiếng Ả Rập)                            | RedOne                      | Jungkook và Fahad Al Kubaisi              | 3:59       |
| 10. | "The World Is Yours To Take"                                  | Roland Orzabal, Ian Stanley | Lil Baby và Tears for Fears               | 2:48       |
| 11. | "Ezz Al Arab"                                                 | Tudor Monroe, Kareem Lotfy  | Wegz                                      | 3:34       |